# West-Saksisch voetbalkampioenschap 1926/27
In 1926/27 werd het vijftiende voetbalkampioenschap van West-Saksen gespeeld, dat georganiseerd werd door de Midden-Duitse voetbalbond. SVgg Meerane 07 werd kampioen en plaatste zich voor de Midden-Duitse eindronde. De club versloeg FC Viktoria 1904 Güsten en verloor dan van SuBC Plauen.

## Gauliga
| Plaats | Club                     | Wed. | W  | G | V  | Saldo  | Ptn.  |
| ------ | ------------------------ | ---- | -- | - | -- | ------ | ----- |
| 1.     | SVgg Meerane 07          | 18   | 17 | 1 | 0  | 104:19 | 35:1  |
| 2.     | VfL 1905 Zwickau         | 18   | 13 | 1 | 4  | 59:37  | 27:9  |
| 3.     | FC 02 Zwickau            | 18   | 10 | 4 | 4  | 63:37  | 24:12 |
| 4.     | Zwickauer SC 05          | 18   | 9  | 2 | 7  | 52:35  | 20:16 |
| 5.     | VfB 1907 Glauchau        | 18   | 10 | 0 | 8  | 51:36  | 20:16 |
| 6.     | Planitzer SC 1912        | 18   | 7  | 3 | 8  | 35:31  | 17:19 |
| 7.     | TuB 1900 Werdau          | 18   | 6  | 3 | 9  | 22:46  | 15:21 |
| 8.     | VfL 1907 Schneeberg      | 18   | 3  | 3 | 12 | 42:73  | 9:27  |
| 9.     | SpVgg 1906 Crimmitschau  | 18   | 4  | 1 | 13 | 26:88  | 9:27  |
| 10.    | Fußballring 1919 Crossen | 18   | 2  | 0 | 16 | 21:73  | 4:32  |

|  | Kampioen, geplaatst voor Midden-Duitse eindronde |
|  | Degradatie                                       |